# 무안사랑초등학교
무안사랑초등학교는 전라남도 무안군에 개교 예정인 공립 초등학교이다.

## 학교 연혁
- 2026년 3월 1일 : 개교 예정